# Kardinals-Lobelie
Die Kardinals-Lobelie (Lobelia cardinalis), auch Scharlachrote Lobelie oder Kardinal-Lobelie genannt, ist eine Pflanzenart aus der Gattung Lobelien (Lobelia) innerhalb der Familie der Glockenblumengewächse (Campanulaceae). Sie gedeiht als Sumpfpflanze im mittleren bis östlichen Nordamerika.

## Beschreibung

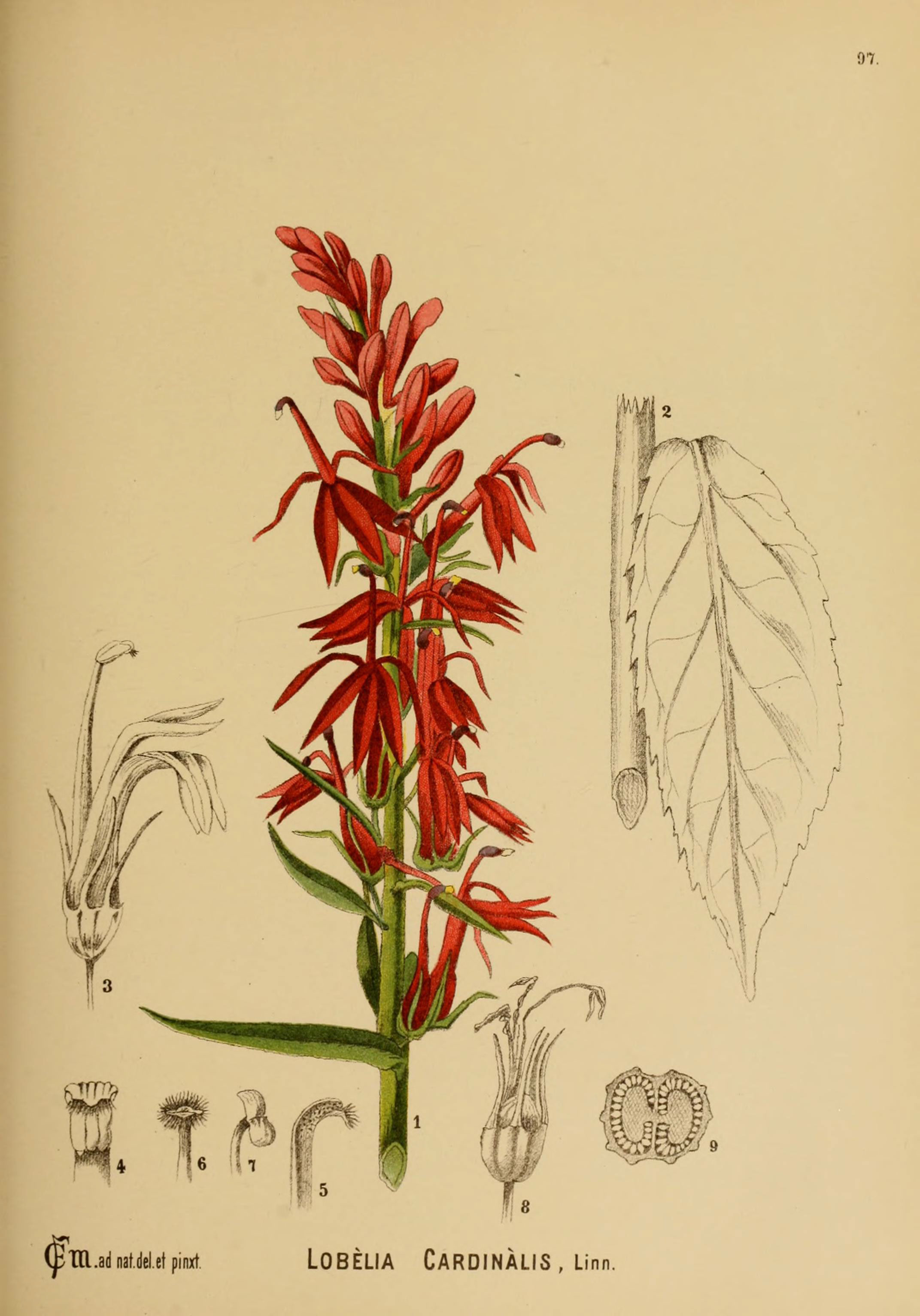
Illustration in American medicinal Plants, Tafel 97

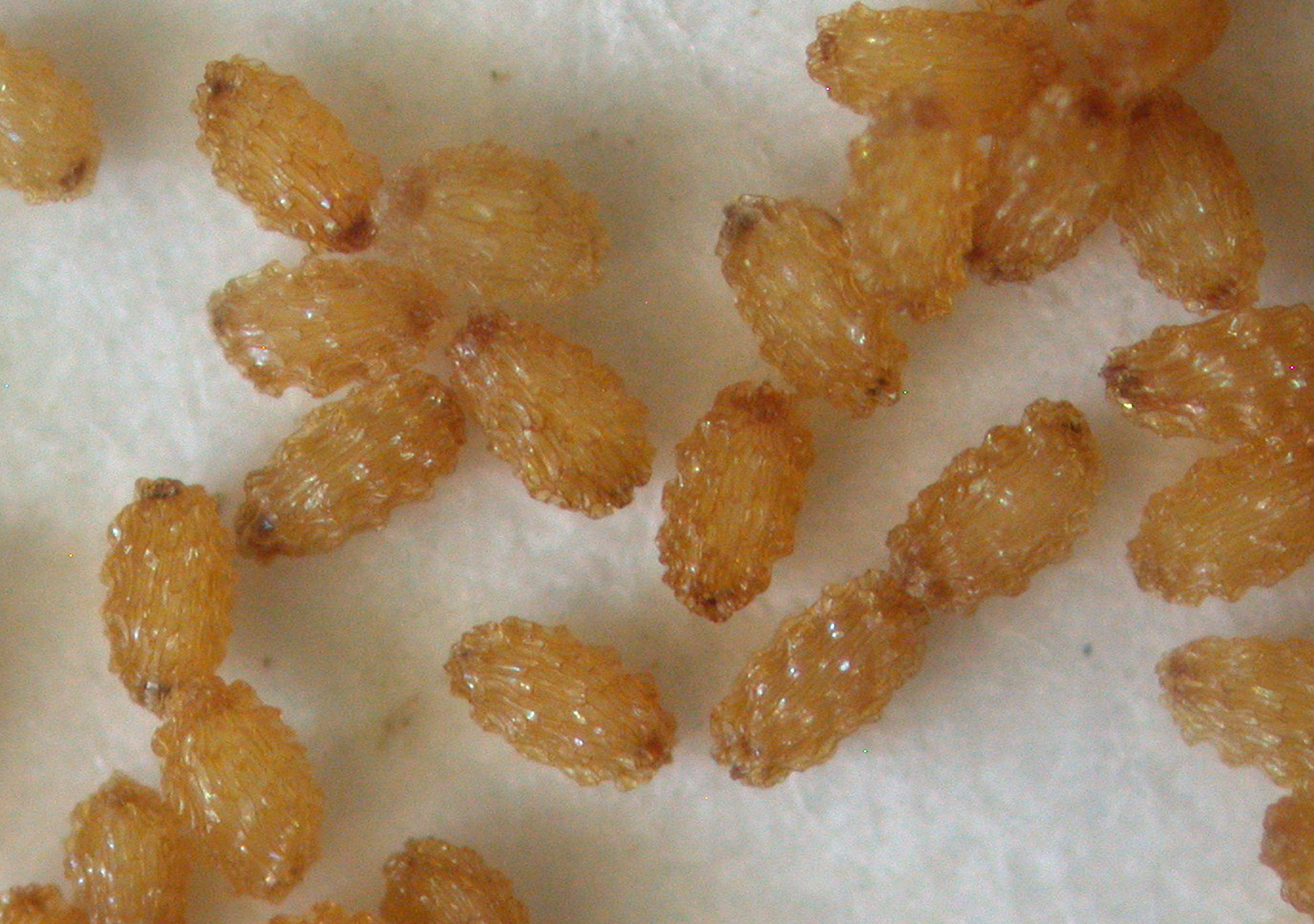
Samen

### Vegetative Merkmale
Die Kardinals-Lobelie ist eine ausdauernde krautige Pflanze und kann eine Wuchshöhe von bis zu 1 Meter erreichen. Die fleischigen und kahlen Stängel weisen einen Durchmesser von 0,2 bis 3 Zentimetern auf und können von oliv-grüner bis weinroter Farbe sein.
Die wechselständig am Stängel angeordneten Laubblätter sind in Blattstiel und -spreite gegliedert. Der Blattstiel ist relativ lang. Unter Wasser wachsende Laubblätter sind bei einer Länge von bis zu 11 Zentimetern länglich bis schmal verkehrt-eiförmig.

### Generative Merkmale
Ihre Blütezeit liegt im natürlichen Verbreitungsgebiet im Zeitraum Juli bis September. Der bis zu 20 Zentimeter lange, vielblütige, traubige Blütenstand entwickelt sich nur emers.
Die Blüten sind zygomorph und fünfzählig mit doppelter Blütenhülle. Die fünf Kelchblätter sind etwa 1 Zentimeter lang. Die Unterlippe der leuchtend roten Blütenkrone ist leicht zurückgenommen.

## Ökologie

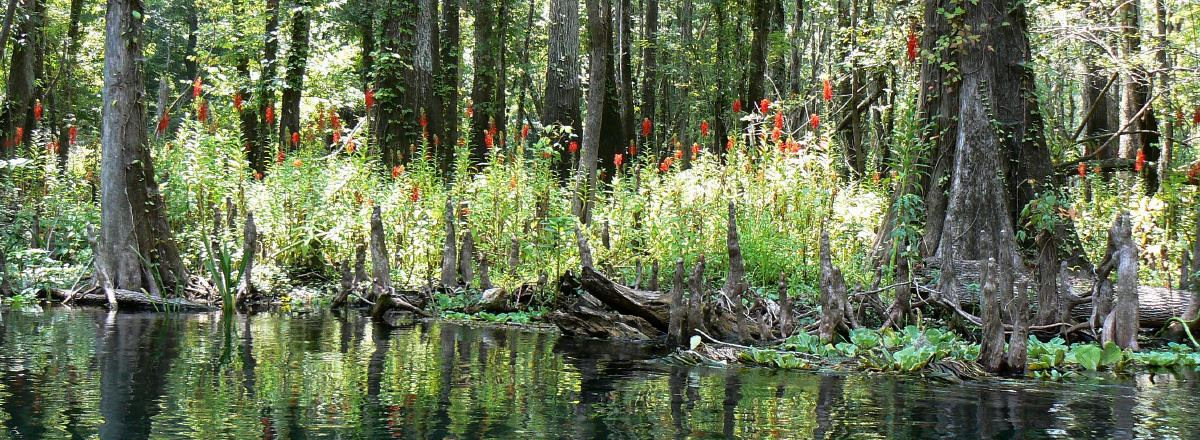
Habitat in Florida

Die Bestäubung erfolgt durch Vögel.

## Vorkommen
Das natürliche Verbreitungsgebiet von Lobelia cardinalis liegt im mittleren bis östlichen Nordamerika.
Sie gedeiht dort sowohl an den Ufern von Flüssen und Seen als auch in Sumpfgebieten.

## Taxonomie
Die Erstveröffentlichung von Lobelia cardinalis erfolgte 1753 durch Carl von Linné in Species Plantarum, Tomus II, 2 Seite 930. Synonyme für Lobelia cardinalis L. sind: Dortmanna cardinalis (L.) Kuntze, Dortmanna fulgens Kuntze, Dortmanna graminea (Lam.) Kuntze, Dortmanna phyllostachya Kuntze,  Dortmanna splendens (Humb. & Bonpl. ex Willd.) Kuntze, Lobelia cardinalis subsp. graminea (Lam.) McVaugh, Lobelia cardinalis var. graminea (Lam.) McVaugh, Lobelia cardinalis var. multiflora (Paxton) McVaugh, Lobelia cardinalis var. phyllostachya (Engelm.) McVaugh, Lobelia cardinalis var. pseudosplendens McVaugh, Lobelia fulgens Humb. & Bonpl. ex Willd., Lobelia fulgens var. multiflora Paxton, Lobelia graminea Lam., Lobelia mucronata Engelm., Lobelia phyllostachya Engelm., Lobelia splendens Humb. & Bonpl. ex Willd., Rapuntium cardinale Mill., Rapuntium fulgens C.Presl, Rapuntium gramineum (Lam.) C.Presl, Rapuntium splendens (Humb. & Bonpl. ex Willd.) C.Presl

## Nutzung

### Verwendung als Gartenpflanze
In den gemäßigten Gebieten ist die Kardinals-Lobelie bei nicht zu starkem Frost winterhart. Sie kann im Randbereich von Teichen ausgepflanzt werden und entwickelt dort häufig die attraktiven Blütenstände.

### Verwendung in der Aquaristik
Die Kardinals-Lobelie gehört zu den Pflanzenarten, deren Pflege im Aquarium als einfach gilt. Sie ist häufig im Holländischen Pflanzenaquarium anzutreffen, da sie sich für die Anlage von Pflanzenstraßen eignet. Sie wächst nur sehr langsam, ist jedoch bezüglich ihrer Anforderungen an die Wasserwerte sehr flexibel. Ihr optimaler Temperaturbereich liegt zwischen 22 und 26° Celsius.